# Siergiej Szustikow (1970–2016)
Siergiej Wiktorowicz Szustikow, ros. Сергей Викторович Шустиков (ur. 30 września 1970 w Moskwie, zm. 7 stycznia 2016 tamże) – rosyjski piłkarz, grający na pozycji pomocnika lub obrońcy, trener piłkarski. Syn znanego piłkarza Wiktora Szustikowa.

## Kariera piłkarska

### Kariera klubowa
Wychowanek Szkoły Sportowej Torpedo Moskwa. Pierwszy trener Eduard Strielcow. W 1988 rozpoczął karierę piłkarską w podstawowym składzie Torpeda Moskwa. Latem 1996 wyjechał do Hiszpanii, gdzie przez pół roku bronił barw klubu Racing Santander. W 1997 przeszedł do CSKA Moskwa. Latem 1998 ponownie wyjechał do Hiszpanii, gdzie występował w byłym klubie Racing Santander. W sezonie 2000/01 był piłkarzem CA Osasuna, ale nie rozegrał żadnego meczu i latem 2001 powrócił do rodzimego klubu, który już nazywał się Torpedo-ZIŁ, a potem zmienił nazwę na FK Moskwa. W 2005 zakończył karierę piłkarza.

### Kariera reprezentacyjna
W 1991 bronił barw olimpijskiej reprezentacji ZSRR. W 1992 rozegrał 2 gry w reprezentacji Wspólnoty Niepodległych Państw.

## Kariera trenerska
Po zakończeniu kariery piłkarza rozpoczął pracę szkoleniowca. Najpierw do 2007 pomagał szkolić piłkarzy w rodzimym klubie FK Moskwa, a w 2008 razem z głównym trenerem Leonidem Słuckim przeniósł się do Krylji Sowietow Samara. W październiku 2009 po dymisji Słuckiego został zaproszony z nim do sztabu szkoleniowego CSKA Moskwa. We wrześniu 2014 został mianowany na stanowisko głównego trenera klubu Solaris Moskwa.
W noc z 6 na 7 stycznia 2016 zmarł we własnym mieszkaniu na atak serca.

## Sukcesy i odznaczenia

### Sukcesy piłkarskie
Torpedo Moskwa
- brązowy medalista Mistrzostw ZSRR: 1991
- zdobywca Pucharu Rosji: 1993

### Sukcesy trenerskie
CSKA Moskwa (jako asystent)
- zdobywca Pucharu Rosji: 2010/11
- mistrz Rosji: 2012/13

### Sukcesy indywidualne
- wybrany do listy 33 najlepszych piłkarzy Rosji: Nr 2 (1995)

### Odznaczenia
- tytuł Mistrza Sportu ZSRR: 1989